# Acadèmia Militar d'Àvila

Escut de la desapareguda Acadèmia d'Intendència d'Àvila.

La Acadèmia Militar d'Àvila va ser un centre docent militar que va estar a càrrec de la formació de la intendència militar de l'Exèrcit Espanyol. Va estar situada al Palau de Polentinos, un edifici construït començaments del segle XVI dins recinte emmurallat de la ciutat d'Àvila (Castella i Lleó), i en un complex que es va aixecar al costat d'ell durant els segles xix i xx. Va ser inaugurada l'any 1875, i va romandre oberta fins 1993 quan se'n va fer càrrec de les seves activitats la Acadèmia General Militar (Saragossa).
L'Acadèmia del Cos Administratiu de l'Exèrcit Espanyol, creada en 1873, es va traslladar de Madrid a Àvila dos anys després de la seva obertura. En aquesta població ja havia existit un centre de formació militar, antecedent de l'Acadèmia General Militar, durant el regnat de Carles III. Des de 1883 els seus alumnes havien de superar un examen d'ingrés realitzat a l'Acadèmia General Militar que va obrir les portes un any abans en la ciutat de Toledo i l'organisme va passar a anomenar-se Acadèmia d'Aplicació d'Administració Militar. Va recuperar la seva denominació inicial arran de la reorganització realitzada en 1893, que va suposar la supressió de l'Acadèmia General Militar i la recuperació de l'accés directe dels futurs oficials. Entre 1895 i 1898 es va duplicar el nombre d'alumnes d'aquesta acadèmia a causa de l'esclat les guerres de Cuba i Filipines. Aquesta circumstància, unida a la pèrdua de les últimes colònies, va obligar la suspensió de les dues primeres convocatòries celebrades al segle xx.
En 1911 es van crear els Cossos d'Intendència i Intervenció de l'Exèrcit, es van adoptar nous plans d'estudi i es va fundar l'Acadèmia d'Intendència de l'Exèrcit que es va mantenir a Àvila. En 1927, a Saragossa, va tornar a obrir les portes l'Acadèmia General Militar per fer-se càrrec del període d'instrucció inicial dels futurs oficials de l'Exèrcit Espanyol i el centre d'Àvila va passar a anomenar-se Acadèmia Especial d'Intendència. Durant el període de la Segona República es va clausurar de nou l'Acadèmia General Militar, reduint-se a tres el nombre d'acadèmies de l'Exèrcit de Terra. Àvila va perdre la seva i, a Toledo, es va establir la destinada a la formació dels futurs oficials d'Infanteria, Cavalleria i Intendència.
Finalitzada la Guerra Civil, es va iniciar una reorganització de l'Exèrcit Espanyol i va tornar a inaugurar-se l'Acadèmia d'Àvila el 18 de novembre de 1939. Cinc anys després, culminada aquesta reorganització, va recuperar la normalitat com a centre de formació dels futurs oficials d'intendència.
L'Acadèmia d'Intendència i els seus dependents van ser suprimits a la fi del desembre de 1992 en virtut de l'establert en la Llei 17/1989, reguladora de la vida del personal militar professional. El Palau de Polentinos va passar a albergar un Arxiu Històric Militar i un museu dedicat a la història de la intendència militar espanyola.